# L'Arc-en-ciel magique
Pour les articles homonymes, voir Arc-en-ciel (homonymie).
L'Arc-en-ciel magique (Rainbow Magic) est une série britannique de romans pour la jeunesse écrite sous le nom de plume collectif de Daisy Meadows, et qui paraît depuis 2003. 
En France, la série est publiée aux éditions Pocket Jeunesse de 2005 à 2009. Quelques titres ont également paru aux éditions Hachette dans la collection Bibliothèque rose en 2018-2020 sous son titre original Rainbow Magic.

## Synopsis

### Les Fées de l'Arc-en-ciel
1. Garance, la fée rouge (Ruby the Red Fairy)
2. Clémentine, la fée orange (Amber the Orange Fairy)
3. Ambre, la fée jaune (Saffron the Yellow Fairy)
4. Fougère, la fée verte (Fern the Green Fairy)
5. Marine, la fée bleu (Sky the Blue Fairy)
6. Violine, la fée indigo (Izzy the Indigo Fairy)
7. Lilas, la fée mauve (Heather the Violet Fairy)

### Les Fées du ciel
1. Marion, la fée des flocons (Crystal the Snow Fairy)
2. Alizé, la fée du vent (Abigail the Breeze Fairy)
3. Morgane, la fée des nuages (Pearl the Cloud Fairy)
4. Aurore, la fée du soleil (Goldie the Sunshine Fairy)
5. Perle, la fée des brumes (Evie the Mist Fairy)
6. Esther, la fée des éclairs (Storm the Lightning Fairy)
7. Lucie, la fée de la pluie (Hayley the Rain Fairy)

### Les Fées de la fête
1. Margaux, la fée des gâteaux (Cherry the Cake Fairy)
2. Angélique, la fée de la musique (Melodie the Music Fairy)
3. Juliette, la fée des paillettes (Grace the Glitter Fairy)
4. Manon, la fée des bonbons (Honey the Sweet Fairy)
5. Anaïs, la fée des jeux (Polly the Party Fun Fairy)
6. Prune, la fée des costumes (Phoebe the Fashion Fairy)
7. Élise, la fée des surprises (Jasmine the Present Fairy)

### Les Fées des bijoux
1. Luna, la fée de la pierre de lune (India the Moonstone Fairy)
2. Aurélie, la fée du rubis (Scarlett the Garnet Fairy)
3. Aude, la fée de l'émeraude (Emily the Emerald Fairy)
4. Zoé, la fée de la topaze (Chloe the Topaz Fairy)
5. Maelys, la fée de l'améthyste (Amy the Amethyst Fairy)
6. Elvire, la fée du saphir (Sophie the Sapphire Fairy)
7. Diane, la fée du diamant (Lucy the Diamond Fairy)

### Les Fées des animaux
- Kim la fée des chatons (Katie the Kitten Fairy)
- Bella, la fée des lapins (Bella the Bunny Fairy)
- Gabby, la fée des cochons d'inde (Georgia the Guniea Pig Fairy)
- Laura, la fée des chiots (Lauren the Puppy Fairy)
- Hélène, la fée des hamsters (Harriet the Hamster Fairy)
- Millie, la fée des poissons rouges (Molly the Goldfish Fairy)
- Patricia, la fée des poneys (Penny the Pony Fairy)

### Livres uniques
- Gaëlle, la fée de Noël (Holly the Christmas Fairy)
- Clémence, la fée des vacances (Summer the Holiday Fairy)
- Lola, la fée des galas (Paige the Pantomime Fairy)
- Stella, la fée des étoiles (Stella the Star Fairy)
- Audrey, la fée des souhaits (Chrissie the Wish Fairy)
- Flore, la fée de déguisements (Flora the Fancy Dress Fairy)
- Véronica, la fée des vacances (Veronica the vacation fairy)

### Les Fées des jours de la semaine
- Lina, la fée du lundi (Megan the Monday Fairy)
- Mia, la fée du mardi (Tallulah the Tuesday Fairy)
- Maude, la fée du mercredi (Willow The Wednesday Fairy)
- Julia, la fée du jeudi (Thea the Thursday Fairy)
- Valérie, la fée du vendredi (Freya the friday Fairy)
- Suzie, la fée du samedi (Sienna the Saturday Fairy)
- Daphné, la fée du dimanche (Sarah the Sunday Fairy)

### Les Fées des fleurs
- Téa, la fée des tulipes (Tia the Tulip Fairy)
- Claire, la fée des coquelicots (Pippa the Poppy Fairy)
- Noémie, la fée des nénuphars (Louise the Lily Fairy)
- Talia, la fée des tournesols (Charlie the Sunflower Fairy)
- Olivia, la fée des orchidées (Olivia the Orchid Fairy)
- Mélanie, la fée des marguerites (Danielle the Daisy Fairy)
- Rebecca, la fée des roses (Ella the Rose Fairy)

### Les Fées des danses
- Brigitte, la fée des ballets (Bethany the Ballet Fairy)
- Danika, la fée du disco (Jade the Disco Fairy)
- Roxanne, la fée du Rock'n Roll (Rebecca the Rock N Roll Fairy)
- Catou, la fée des claquettes (Tasha the Tap Dance Fairy)
- Jasmine, la fée du jazz (Jessica the Jazz Fairy)
- Sarah, la fée de la salsa (Saskia the Salsa Fairy)
- Gloria, la fée du patinage artistique (Imogen the Ice Dance Fairy)

### DVD
- 2010 : Rainbow Magic : Return to Rainspsell Island (60 min) ;  Studio : Hit Entertainment ; ASIN: B0037TVOF6 (inédit en France).